# Władysław Sikora (pisarz)
Władysław Sikora (ur. 10 maja 1933 w Boconowicach, zm. 22 października 2015) – zaolziański pisarz, poeta, prozaik, felietonista i tłumacz narodowości polskiej. 

## Życie i działalność
Był absolwentem Wyższej Szkoły Pedagogicznej w Ołomuńcu. Pracował jako nauczyciel i redaktor. W latach 60. XX wieku był redaktorem rubryki kulturalnej i literackiej na łamach Głosu Ludu. Działał w ramach Polskiego Związku Kulturalno-Oświatowego, był między innymi referentem do spraw organizacyjnych Zarządu Głównego PZKO. Piastował funkcję kierownika literackiego Teatru Lalek Bajka, był redaktorem Ogniwa, publicystą Zwrotu, współtwórcą zaolziańskiego Zrzeszenia Literatów Polskich.

## Wybrane publikacje
- Ojcowizna (Snoza, Czeski Cieszyn, 1998; ISBN 80-238-3128-3)
- Próg (Wydawnictwo Okręgowe, Ostrawa, 1961)
- Tercyny (ZLPC, Trzyniec, 1993)
- Wielokropki : szkice o kulturze Śląska Cieszyńskiego („Śląsk", Katowice, 1982; ISBN 83-216-0225-8)